# Llista d'alcaldes d'Almeria

Escut d'Almeria.

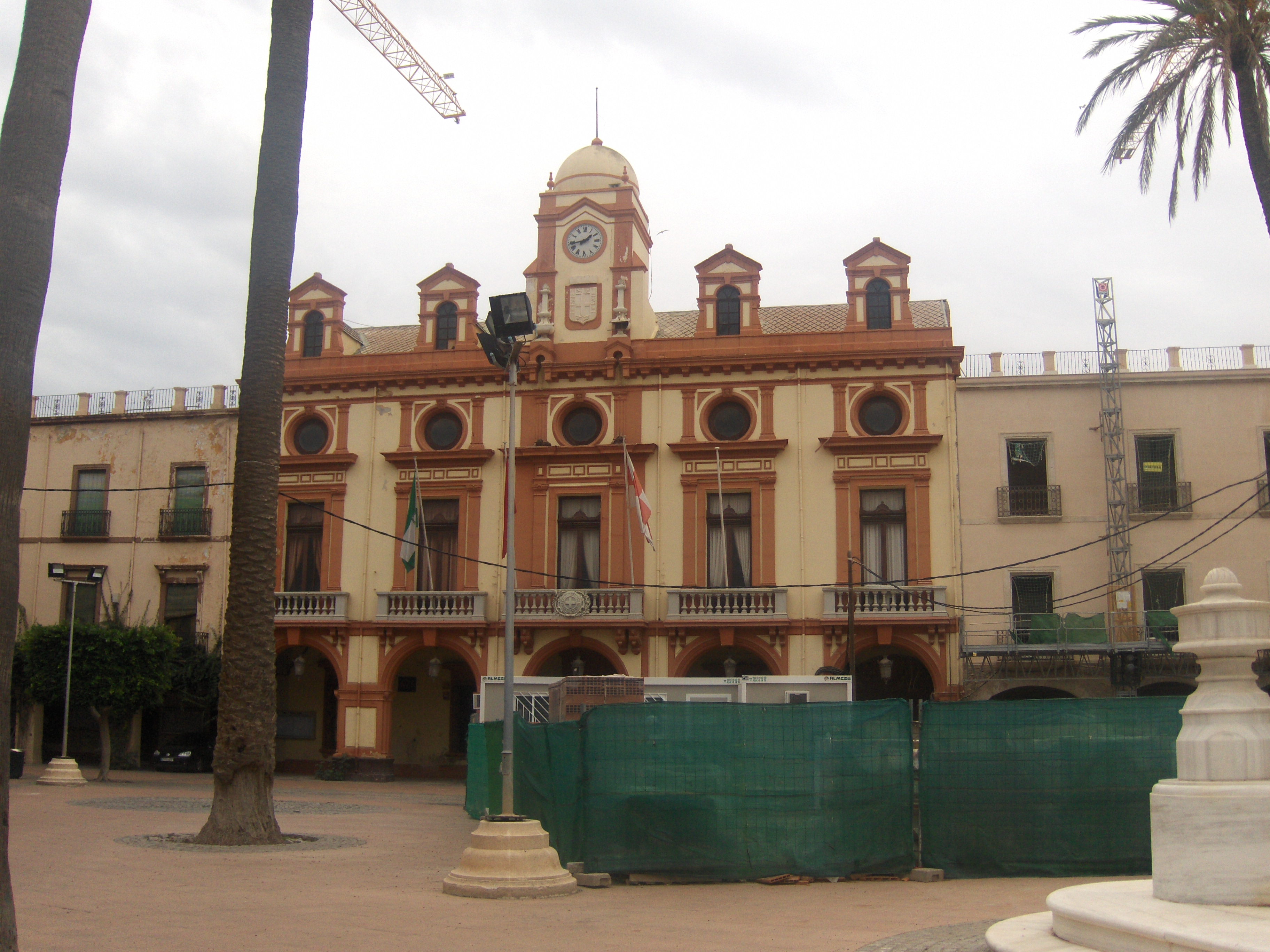
Casa Consistorial d'Almeria.

Aquesta és la llista d'alcaldes d'Almeria, encarregats de presidir l'Ajuntament d'Almeria, Andalusia. Actualment (des de 2022) és càrrec és exercit per María del Mar Vázquez Agüero.

## Seglexix
- Joaquín Vilches y Baeza, alcalde segon en 1820, alcalde primer en 1822, alcalde segon en 1833.
- Juan Antonio Miguel de Campos, alcalde segon en 1833 i regidor en 1844.
- Juan José de Oña, regidor i alcalde tercer en 1836, regidor en 1843, 1844, 1847 i 1850 i primer tinent d'alcalde en 1853.
- Francisco Jover y Berruezo, regidor, alcalde primer des de gener de 1859 a desembre de 1862, regidor en 1865 i alcalde en 1866, regidor en 1874.
- Rafael Carrillo, alcalde vers 1860.
- Olallo Morales Sierra, 1866.
- Antonio Campoy Robles, regidor en setembre de 1868, alcalde en agost de 1873 fins a març de 1874.
- Juan Lirola, alcalde en 1881, 1886 i 1894.
- Emilio Pérez Ibáñez, en 1888 primer tinent d'alcalde i alcalde interí.
- José María Muñoz Calderón, alcalde.
- Guillermo Verdejo Ramírez.

## Segle XX

### Regnat d'Alfons XIII
- Antonio Iribarne Scheidnagel, en 1900 i 1923
- Rogelio Pérez García, de 1900 a 1901 i en 1905
- José María Muñoz y Calderón, de 1901 a 1903 i en 1918
- José Fernández Burgos, en 1903
- Ramón Matienzo y Capilla, en 1904 i 1905
- Manuel González Tamarit, de 1904 a 1905
- Francisco Bustos Orozco, en 1905
- Francisco Laynez Leal de Ibarra, de 1905 a 1906
- Gregorio Rodríguez Dionis, en 1906
- José Pérez Gallardo, de 1906 a 1907
- Eduardo Pérez Ibáñez, de 1907 a 1909
- Onofre Amat y Aguilar, de 1909 a 1910
- Braulio Moreno Gallego, de 1910 a 1913, de 1918 a 1919 i en 1930
- José Sánchez Entrena, de 1913 a 1914
- Francisco Pérez Cordero, de 1915 a 1917
- Carlos Pérez Burillo, en 1917
- Carlos Granados Ferre, de 1917 a 1918 i de 1919 a 1922
- Antonio Alonso Díaz, en 1919
- José Esteban Navarro, de 1922 a 1923
- Manuel Hernández Rodríguez, de 1923 a 1924
- Antonio González Egea, de 1924 a 1926
- Francisco Rovira Torres, de 1926 a 1928
- Rafael Monterral y Alonso de Villasante, de 1928 a 1930
- Ginés de Haro y Haro, en 1930
- Francisco López Gómez (Polític), de 1930 a 1931

### Segona República Espanyola
- Miguel Granados Ruiz, en 1931
- Uldarico del Olmo Medina, de 1931 a 1932
- Antonio Oliveros Ruiz, de 1932 a 1933
- Francisco Sánchez Moncada, de 1933 a 1934
- José Alemán Illán, de 1934 a 1936
- Antonio Ortiz Estrella, de 1936 a 1937

#### Guerra Civil Espanyola[2]
- - José Santisteban Rueda, alcalde accidental, de desembre de 1936 a juliol de 1937
  - Manuel Alférez Samper, presidente del nuevo Consejo Municipal, d'agost de 1937 a març de 1939
  - Eduardo López Quesada, alcalde accidental, de 29 de març de 1939 a 2 d'abril de 1939

### Règim franquista
- Vicente Navarro Gay, de 1939 a 1945
- Miguel Viciana González, de 1945 a 1948
- Emilio Pérez Manzuco, de 1948 a 1957
- Antonio Cuesta Moyano, de 1957 a 1965
- Guillermo Verdejo Vivas, de 1965 a 1969
- Francisco Gómez Angulo, de 1969 a 1973
- José Luis Pérez-Ugena y Sintas, de 1973 a 1976

### Regnat deJoan Carles I
- Rafael Monterreal Alemán, de 1976 a 1979
- Santiago Martínez Cabrejas, de 1979 a 1991
- Fernando Martínez López, de 1991 a 1995
- Juan Francisco Megino López, de 1995 a 1999

## Segle XXI
- Santiago Martínez Cabrejas, de 1999 a 2003
- Luis Rogelio Rodríguez-Comendador Pérez, des de 2003

### Regnat d'Felip VI
- Luis Rogelio Rodríguez-Comendador Pérez, de 2014 a 2015
- Ramón Fernández-Pacheco Monterreal, de 2015 a 2022[3]
- María del Mar Vázquez Agüero, des de 2022